# 안드레아스 바르사코풀로스
안드레아스 재크스 바르사코풀로스(그리스어: Ανδρέας Βαρσακόπουλος, 영어: Andreas Jacques Varsakopoulos, 1990년 8월 14일 ~ )는 대한민국에서 활동하는 그리스의 대학 강사이자, 방송인이다.

## 생애
그리스의 야니차에서 태어났다. 아버지는 그리스인이고 어머니는 미국인으로, 본인은 그리스와 미국의 복수 국적을 가지고 있다.

### 학력
2008년부터 2012년까지 미국 버몬트 대학교에서 공부하였고, 2011년부터 2012년까지 국제 TEFL 아카데미에서 수강하고, 매사추세츠 대학교 보스턴에서 응용언어학 석사학위를 취득하였다. 2012년부터는 대한민국의 청주시에 소재한 세광고등학교에서 영어 교사를 하다가 2015년 9월부터 충북대학교에서 재직중이다.

## 경력
2018년 4월 보디빌딩 대회인 맥스큐 머슬마니아 오리엔트 챔피언십에서 피지크 미디움 부문에서 2위를 하였다.
2020년 11월 말에 발표된 집착 (Obsession)이라는 이름의 유튜브 웹 영화에 출연하였다.

## 방송 출연

### 텔레비전
| 연도           | 제목                        | 방송사       | 비고                |
| -------------- | --------------------------- | ------------ | ------------------- |
| 2015 - 2016    | 《비정상회담》              | JTBC         | 하차                |
| 2016           | 《내 친구의 집은 어디인가》 | JTBC         |                     |
| 2016           | 《쿡가대표 판정단》         | JTBC         |                     |
| 2016           | 《출발드림팀 시즌 2》       | KBS2         |                     |
| 2016           | 《자기야 백년손님》         | SBS          |                     |
| 2018 ~ 방영 중 | 《대한외국인》              | MBC 에브리원 | 매 주 나오지는 않음 |

### 드라마
| 연도 | 제목                                | 방송사     | 배역   | 비고 |
| ---- | ----------------------------------- | ---------- | ------ | ---- |
| 2020 | 《어쩌다 가족》                     | TV조선     |        |      |
| 2020 | 《연애는 귀찮지만 외로운 건 싫어!》 | MBC every1 | 다비드 |      |